# رامسس دوم
رامسس دوم یا رامسس کبیر (Riʕmīsisu؛ معنا:زادهٔ رع) (زاده ۱۳۰۲ پ.م.، پادشاهی ۱۲۸۰–۱۲۱۳ پ.م.) فرعون مصر باستان از دودمان نوزدهم فراعنه سرزمین بود. بسیاری او را نیرومندترین فرعون تاریخ مصر باستان می‌دانند. رامسس دوم بزرگ‌ترین فرعون عصر پادشاهی نوین (حدود ۱۲۸۰–۱۲۱۳ پ.م.) حدود هفتاد سال مقتدرانه حکومت کرد و ثبات و رونق را به مصر آورد. او مانند دولتمردان بین‌المللی امروزی، ماهرانه دیپلماسی، راهبردهای نظامی و تبلیغات را برای اعتلای مصر و حفظ امپراتوری خود به کار گرفت. به این ترتیب بود که او به شخصیتی مهم در سیاست خاورمیانه باستان بدل شد.
کسی که بعدها رامسس دوم شد درست پیش از آغاز دودمان نوزدهم (حدود ۱۲۹۵ تا ۱۱۸۷ پ.م.) به دنیا آمد و سومین فرعون این سلسله شد. رامسس از پدرش، ستی یکم امپراتوری قوام‌یافته‌ای را به ارث برد که از سوریهٔ امروزی در شمال تا سودان (نوبهٔ آن روزگار) در جنوب کشیده شده بود. او هم مانند پدرش سودای سرزمین سوریه را در سر داشت، اما باید با تهدید امپراتوری هیتی‌ها در آناتولی در شمال مقابله می‌کرد. معروف‌ترین رویارویی او با هیتی‌ها حدود ۱۲۷۵ پ.م.، در نبرد کادش (یا قادش) در سوریه اتفاق افتاد. رامسس ادعا کرده‌است که یک‌تنه در این نبرد پیروز شده‌است. اما منابع دیگر نقل می‌کنند که هیتی‌ها پیروز آشکار میدان بوده‌اند. حقیقت احتمالاً چیزی میان این دو است و هیچ طرفی به پیروزی آشکار یا دستاورد مهمی نرسیده‌است.
ستی یکم پدر رامسس هنگامی که او چهارده‌ساله بود وی را به جانشینی برگزید. او از همین سن همراه پدرش در جنگ علیه اقوام نوبیایی و لیبیایی شرکت می‌کرد. رامسس در آغاز دهه سوم زندگی به پادشاهی رسید. او ۶۶ سال و دو ماه پادشاهی نمود و نزدیک به ۹۶ سال زیست. او مؤثرترین فرعون در پاک کردن دورهٔ عمارنه از تاریخ مصر است. او پایتخت را از شهر تبس به رامسس برد. رامسس دوم سومین فرعون از دودمان نوزدهم بود. وی در جنگ با امپراتوری هیتی توانست بر سرزمین‌های خاوری مدیترانه دست یابد.
برخی او را فرعون هم دوره موسی و سفر خروج او می‌دانند. اما هچ مدرک باستان‌شناسی وجود ندارد که چنین ادعایی را تایید کند.
او دارای ۴۴–۵۶ پسر و ۴۰–۴۴ دختر بود.
رامسس علاقه زیادی به بناهای تاریخی داشت. در زمان رامسس دوم بیشترین ساختمان‌ها و بناهای معماری مطرح مصر باستان ساخته شدند که بسیاری از آنها هنوز هم در مصر در دسترس هستند. رامسس به دلیل داشتن قدرت نظامی و آبادانی که در مصر ایجاد کرد به عنوان یکی از بزرگترین فرمانروایان مصر باستان شناخته می‌شود. او در حدود ۹۲ سالگی و پس از شصت‌وهفت سال حکومت بر مصر در حالی که بیش از صد فرزند از خود به جای گذاشت، درگذشت.

## سیاست

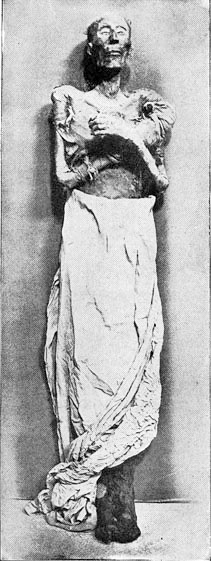
مومیایی رامسس دوم

رامسس دوم در نخستین سال‌های تاجگذاری، با هدف پس گرفتن قلمروهای قدیم مصر که تحت سلطهٔ نوبی‌ها و هیتی‌ها بود و همچنین حفاظت از مرزهای مصر عازم میدان‌ها جنگ شد. چند نبرد در لیبی و خاموش کردن شورش‌های نوبی‌ها هم در کارنامهٔ جنگی او نوشته شده‌اند. اما هیچ‌کدام به اندازهٔ نبرد کادش بزرگ و از لحاظ تاریخی بااهمیت نبوده‌اند. در این نبرد ۵٫۰۰۰ ارّابه و بیش از ۹٫۰۰۰ سرباز پیاده‌نظام شرکت داشتند.
حدود ۱۲۵۸ پ.م. پس از درگیری‌های پراکندهٔ قبلی، هیتی‌ها و مصری‌ها پیمانی تاریخ‌ساز تنظیم کردند که در عمل به دشمنی میان آن‌ها پایان داد. رامسس که متوجه نقش خود به‌عنوان سیاستمداری در خدمت منافع وسیع‌تر مصر بود، بعدتر با به همسری گرفتنِ دست‌کم یک شاهزادهٔ هیتی این پیمان تازه را تحکیم کرد. رابطهٔ تازه و دوستانه میان این دو قدرت در نامه‌های کشف‌شده در بایگانی‌های خاتوشا پایتخت هیتی‌ها هم آشکار است. مانند نامه‌های عمارنه که به دوره‌های حکومت آمنهوتپ چهارم (آخناتون) مربوط می‌شوند، این نامه‌نگاری‌ها هم به خط میخی اکدی (زبان دیپلماسی) روی لوح‌هایی گلی نوشته شده‌اند و از وجود مبادلاتی میان مجموعه‌ای از قدرت‌ها و شخصیت‌های خاورمیانه‌ای حکایت می‌کنند. این نامه‌ها قدیمی‌ترین شواهد مهم دیپلماسی بین‌المللی هستند و تصویری واضح از بازرگانی با دوردست‌ها، توافق‌نامه‌های سیاسی و مسائل دیپلماتیک و روزمره ترسیم می‌کنند. نامه‌های بین مصر و هیتی‌ها و مخصوصا رامسس دوم و هاتوسیلی سوم، پادشاه هیتی‌ها که طرف معاهدهٔ سال ۱۲۵۸ پ.م. هم بود، دربارهٔ موضوعاتی گوناگون، از سیاست بین‌الملل گرفته تا مشکلات پزشکی و برنامه‌ریزی جشن عروسی بحث می‌کنند.

## تنفر از عمارنه
رامسس دوم مؤثرترین فرعون در پاک کردن دوره عمارنه از تاریخ مصر است. عمارنه یکی از نخستین حرکت‌های سیاسی یکتاپرستانه یا تک‌ایزدی بود. آخناتون فرعون مسئول این حرکت، معتقد به توحید آتون بود که مسبب ویران کردن بسیاری از معابد دیگر خدایان از جمله معابد آمون بود. تلاش رامسس دوم بر این بود که آنچه را که در زمان آخناتون از دست رفته بود، بازیابد.

## جشن سد
پس از سی سال پادشاهی، رامسس دوم به معدود فراعنه‌ای پیوست که به دورهٔ نیمه خدا شدن وارد می‌شوند. طبق سنت، هر فرعونی که سی سال سلطنت بکند، مصر برای نیمه خدا شدن وی جشنی بر پا می‌کند که هِب سِد (جشن سد) نام دارد. تنها در میان راهی که شصت و شش سال طول می‌کشد، رامسس دوم به یکی از بزرگترین پادشاهان تاریخ بشر تبدیل شده بود. مصر در صلح بود، مرزهای مصر حفاظت شده و معابد و یادواره‌های بیشماری در سرتاسر مصر ساخته شده بودند. در سی سال نخست پادشاهی رامسس دوم، مصر از دو سده پیش از خود موفقیت‌های بیشتری کسب کرده بود. رامسسیوم معبدی بود که رامسس دوم در نزدیکی روستای کرنا ساخت. ابوسمبل و معبد نفرتاری (همسر رامسس دوم) از جمله دیگر بناها و یادواره‌هایی هستند که از رامسس دوم به جای مانده‌اند.

## آزادی‌های هنری
یکی از ویژگی‌های برجستهٔ دورهٔ حکومت رامسس دوم ساختمان‌های آن بود. در سراسر مصر بناهای یادبودی علم کردند یا به ساختمان‌های قدیمی افزودند. مجسمه‌های غول‌آسا و نقاشی‌های فرعون به‌سرعت همه جا ظاهر شدند و صنعتگران، روی هر سطحی که بود، کتیبه‌ای در وصف او می‌نوشتند.
او شهر جدید پر–رامسس را در دلتای نیل، نزدیک قاهرهٔ امروزی تأسیس کرد. پر–رامسس شهری زیبا و مناسب برای لشکرکشی‌های نظامی به آسیا بود. او معبدهای معروف ابوسمبل، نزدیک مرز امروزی مصر و سودان را هم به نام خود و همسر محبوب خود، نفرتاری ساخت. چهار مجسمهٔ عظیم رامسس در ابوسمبل از بزرگ‌ترین دستاوردهای هنر مصری هستند. سبک مصری‌ها سبک ظریفی نبود. اما مانند دورهٔ پدرش، رهبری خلاقانهٔ رامسس موجب شکوفایی هنر شد.
یکی از شگفتی‌های ساخته شده به فرمان رامسس دوم، معبد ابوسمبل است که برای همسر زیبایش نفرتاری ساخت. شگفتی این معبد در آن است که هر ساله در روز تولد (۲۲ نوامبر) و تاج‌گذاری (۲۲ فوریه) رامسس دوم، خورشید از بیرون معبد به مجسمه او و خانواده‌اش در داخل معبد از ساعت ۰۵:۵۸ صبح به مدت ۲۰ دقیقه می‌تابد. کار ساخت این چهار مجسمه ۲۰ سال به طول انجامید. طراحی زیبا و زیرکانه ابوسمبل گردشگران زیادی را به مصر کشاند.
دیگر بنای مهم، معبد یادبود بزرگ رامسس به نام معبد رامسیوم بود. او این معبد را در کرانهٔ غربی نیل در تبس، پایتخت جنوبی ساخت که رامسس ساخت‌وسازهای بسیاری در آن انجام داده بود. رامسیوم که هم کاخ و هم مرکزی مذهبی و سیاسی و هم مکانی برای یادگیری بود، در سال ۱۸۱۷ الهام‌بخش شعر پرآوازه اُزیماندیاس نوشته پرسی بیش شلی شاعر رمانتیک انگلیسی شد.

## حکومت بر مردم
رامسس دوم سیطره‌ای سخت بر سرزمین‌ها و مردم خود داشت. اسناد دولتی باقی‌مانده از دورهٔ حکومت او تصویری از رهبری بسیار سازمان‌گرا با توجه جدی به قانون‌گذاری و نظم نمایش می‌دهند. او به واسطهٔ دو مقر مهم خود در پر–رامسس و تبس از سطلهٔ قوی بر مصر سفلی و علیا مطمئن شد. رامسس شبکهٔ محکمی از مقامات توانمند، از جمله بسیاری از دوستان قدیمی و فرزندان پرشمار خود (بیش از صد فرزند) را به کار گمارد.
گرچه رامسس دوم مهارتی مسلم در تبلیغ برای خود داشت، به نظر می‌رسد تردیدی نیست که شخصیتی مهم در تاریخ خاورمیانه بوده‌است. دورهٔ حکومت او آخرین دوران شکوه امپراتوری مصر باستان بود و حوزهٔ نفوذ او تا ترکیهٔ امروزی هم رسید. رامسس دوم کارنامهٔ هنری و تاریخی شگفت‌انگیز و تصویری واقعی از قدرت و شکوه فراعنه بر جای گذاشت.
بر پایه پژوهش‌های دانشمندان معاصر، رامسس دوم معروف به کبیر، قدرتمندترین فرعون مصر باستان بود.
او مصر را در وضعیتی ثروتمند و کامیاب ترک کرد. در حالی که بیشتر از بسیاری از فرزندان و همسرانش از جمله نفرتاری عمر کرده بود. کمتر از صد و پنجاه سال پس از او پادشاهی مصر سقوط کرد و پادشاهی نوین مصر به پایان رسید.

## مومیایی

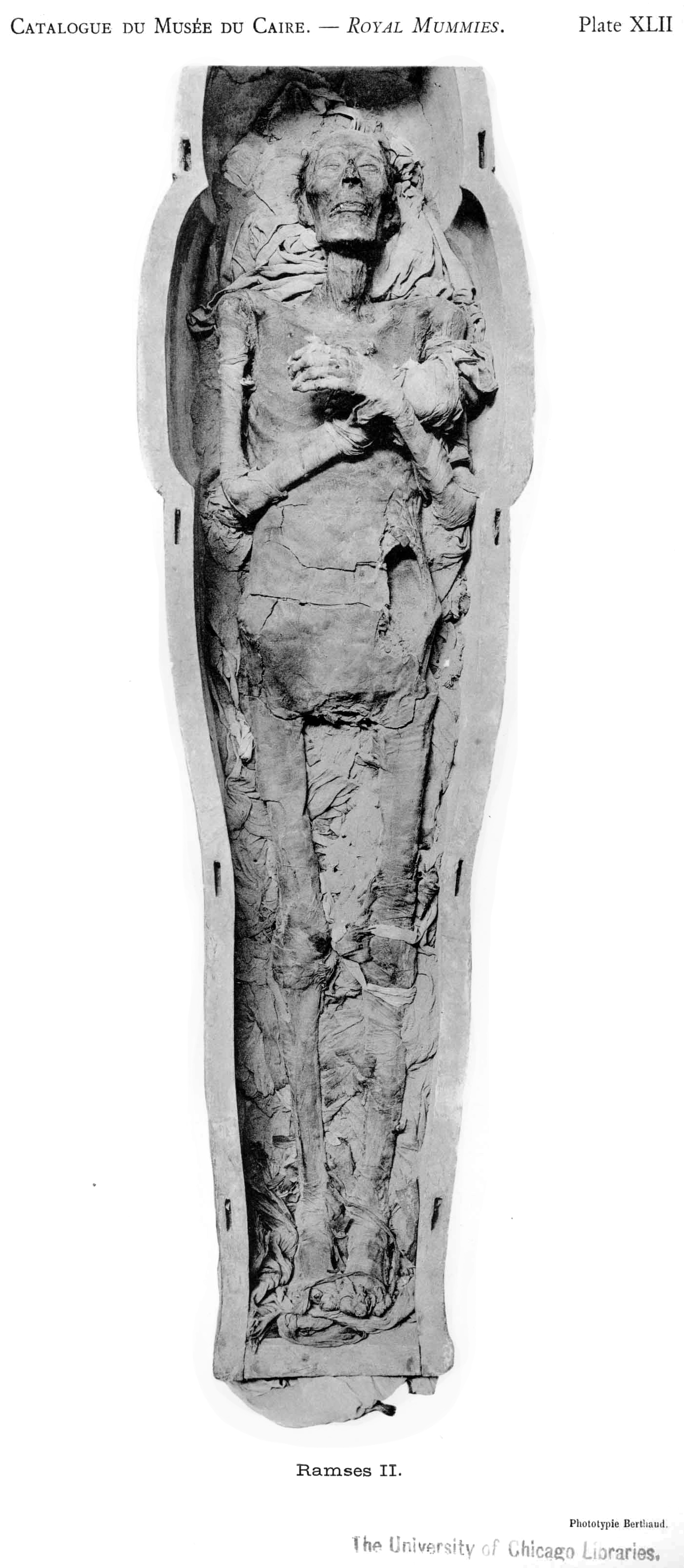
مومیایی رامسس دوم.

رامسس دوم ابتدا در مقبره کی‌وی۷ و در دره پادشاهان دفن شد. اما به دلیل غارت مقبره، کاهنان مصری جسد پادشاه را در منطقه‌ای محفوظ نگه داشتند. آنها سپس نوارهای کتانی مومیایی را از نو پیچیدند و درون مقبره ملکه احمس انحابی قرار دادند. ۷۲ ساعت بعد جسد رامسس دوم دوباره منتقل و به مقبره دی‌بی ۳۲۰، کاهن اعظم آمون پاینجم دوم منتقل شد. همه این سلسله مراتب به صورت نوشتاری بر روی کتانی که تابوت رامسس دوم را پوشانده بود ثبت‌شده‌است. سرانجام مومیایی وی در دی‌بی ۳۲۰ و درون یک تابوت چوبی معمولی کشف شد و امروزه در موزه مصر قرار دارد.
در سال ۱۹۷۵ موریس بوکای ضمن بررسی مومیایی گفت که جسد رامسس دوم در وضعیت نامناسبی است. والری ژیسکار دستن، رئیس‌جمهور فرانسه مقامات مصری را قانع کرد که مومیایی را برای بررسی بیشتر، به فرانسه انتقال دهند. در سپتامبر ۱۹۷۶ و در فرودگاه پاری – لو بورژه، جسد مومیایی‌شدهٔ رامسس دوم با تشریفات کامل نظامی، همچون تشریفات مرسوم برای پادشاهان و افراد برجسته مورد استقبال قرار گرفت و به لابراتوار می‌یوزه‌دولوهم منتقل شد. گزارش‌های متعدد می‌گویند که رامسس دوم با یک گذرنامهٔ مصری برای این جابجایی و سفر استفاده کرد و در قسمت کار او عنوان پادشاه درگذشته ذکرشده بود. هدف از این تمهیدات، اعطای شهروندی مصری به وی برای اطمینان از بازگشت ایمن او به مصر و جلوگیری از نگهداری و ضبط غیرقانونی مومیایی توسط پژوهشگران فرانسوی عنوان شد.

## نگارخانه

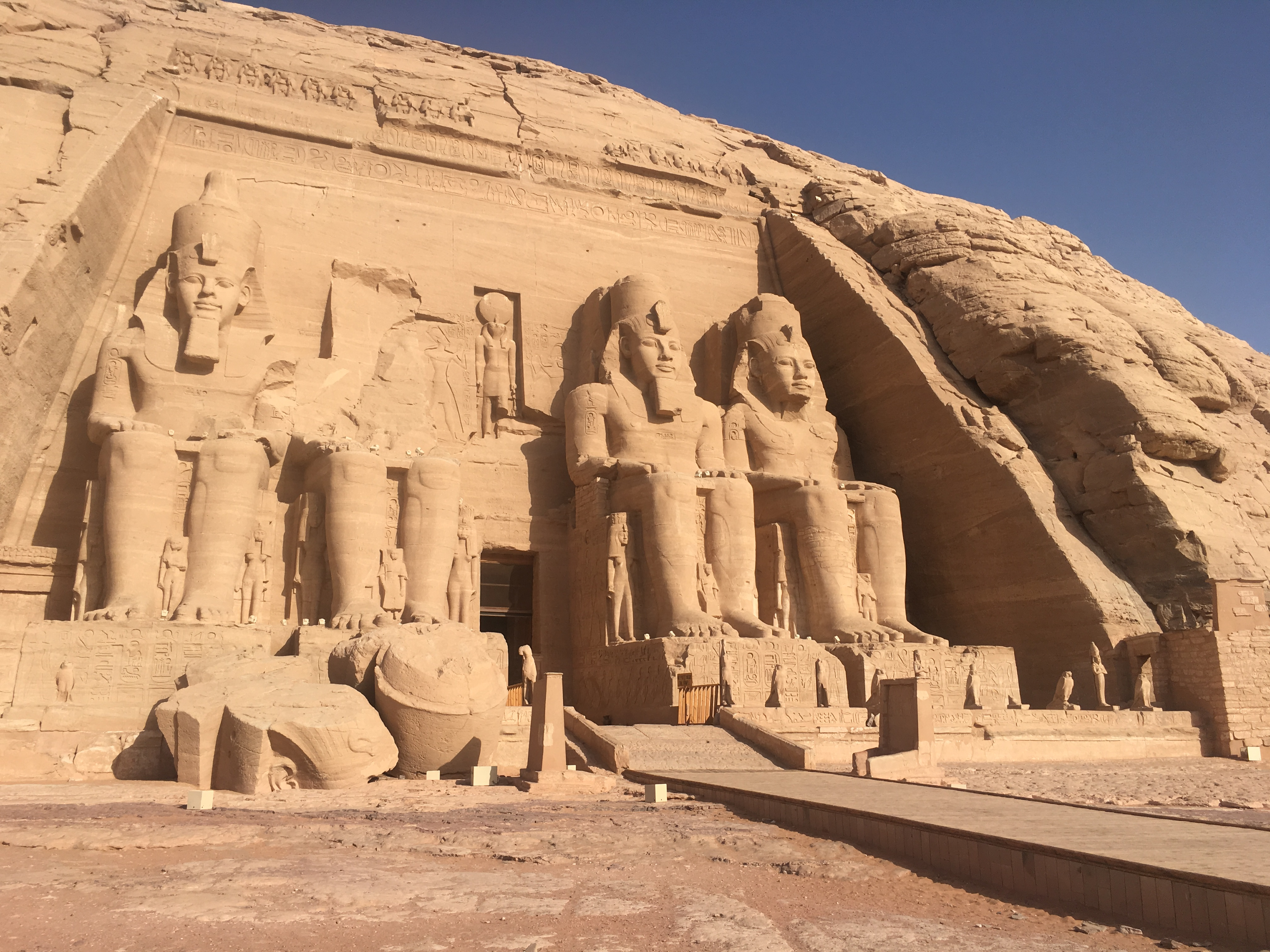
چهار مجسمه عظیم از پادشاه مصر رامسس دوم در ورودی معبد بزرگ در ابو سمبل، در نزدیکی اسوان مصر
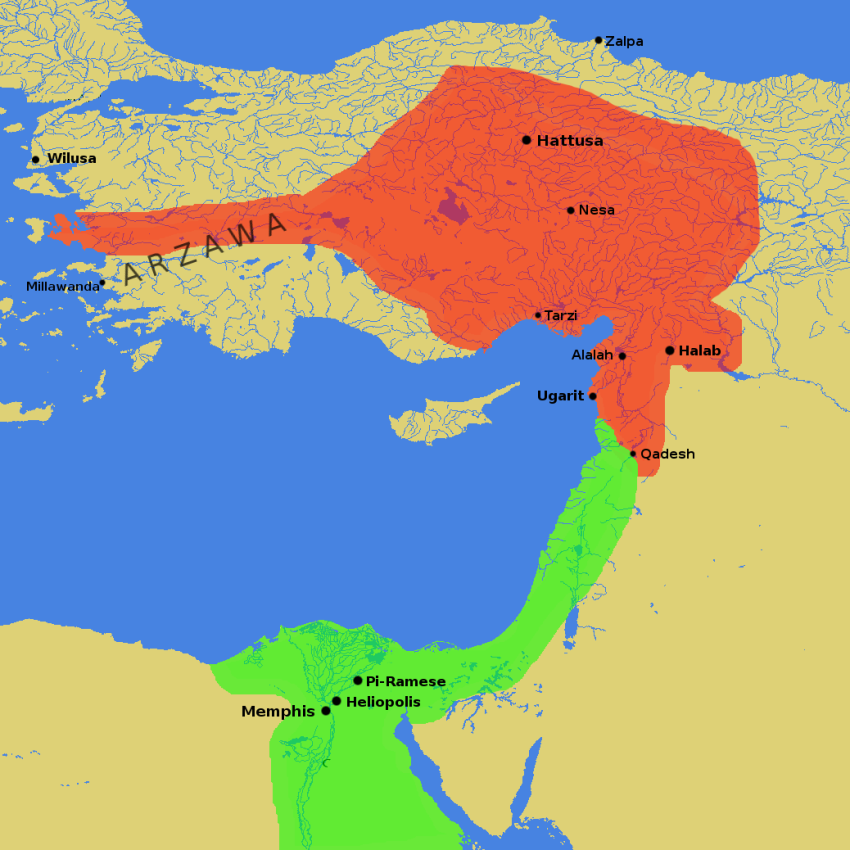
گستره پادشاهای مصر باستان و پادشاهی هیتی‌ها در زمان رامسس دوم